# ISO 3166-2:MF
Die zur Kennzeichnung geografischer Einheiten dienende Liste der ISO 3166-2-Codes für das französische Überseegebiet Saint-Martin enthält ausschließlich den Code für das französische Überseegebiet Saint-Martin. Es existieren keine weiteren Unterteilungen.

Dieser Code besteht nur aus einem Teil. Dieser gibt den Code gemäß ISO 3166-1 (für das französische Überseegebiet Saint-Martin MF) wieder.
Die aktuellen Codes stehen auf der Seite der ISO unter #iso:code:3166:MF zur Verfügung.

Saint-Martin ist auch unter dem Code FR-MF für Frankreich aufgenommen. Der niederländische Inselteil Sint Maarten ist nach Auflösung der Niederländischen Antillen am 10. Oktober 2010 durch den Code SX abgedeckt.